# 巴蘇非鯽
巴蘇非鯽，為輻鰭魚綱鱸形目隆頭魚亞目慈鯛科的其中一種，被IUCN列為易危保育類動物，分布於非洲迦納及象牙海岸的淡水流域，體長可達18公分，棲息在水流快速的急流，生活習性不明，可作為觀賞魚。

## 擴展閱讀
維基物種上的相關：巴蘇非鯽